# Schlacht am Fluss Bilin
Japanische Eroberung 1941/42

Bilin – Sittang – Pegu (Taukkyan) – Rangun – Yunnan-Burma-Straße (u.a. Tachiao – Oktwin – Toungoo – Yenangyaung – Lashio I)
1942/43

Burma-Kampagne 1942–1943

Arakan I – The Hump – Chindits
1944

Schlacht um Nordburma und West-Yunnan 1943–1945

Burma-Kampagne 1944

Arakan II – Ha-gō – Lashio II – Sangshak – Myitkyina – U-gō (Imphal – Kohima – Tennisplatz) – Mogaung – Song shan/Huitong-Brücke – Dan-gō
1944/45

Burma-Kampagne 1944–1945

Bhamo – Arakan III (Kangaw und Höhe 170 – Ramree) – Meiktila/Mandalay – Pakokku – Lashio III – Tanlwe Chaung – Operation Dracula – Sittang
Die Schlacht am Fluss Bilin war die erste große Schlacht des Burmafeldzugs während des Zweiten Weltkriegs im Rahmen des Pazifikkriegs. Sie fand vom 14. bis zum 18. Februar 1942 nördlich des Golfs von Martaban am Bilin-Fluss statt.

## Vorgeschichte
Am 16. Januar 1942 drangen die Japaner von Thailand aus in das südliche Burma vor und eroberten mit einem Bataillon Victoria Point. Dort errichteten sie das erste japanische Flugfeld auf burmesischem Boden. Die Stadt Tavoy fiel am 19. Januar. Damit war es der britischen Division in Mergui nicht mehr möglich, über Land zu entkommen. Sie wählten den Seeweg. Mit diesem Rückzug der Briten fielen den Japanern drei weitere Flugfelder in die Hände, von denen sie die ersten Luftangriffe auf Rangun starteten.
Die eigentlichen Invasionstruppen der Japaner drangen von Raheng aus in Burma vor. Die 16. Indische Brigade in Kawkareik wurde bis zum 22. Januar aus dem Ort verdrängt. Sie flüchtete in ein Areal westlich von Moulmein. Die beiden Kommandeure Brigadier John Smyth von der 17. Indischen Infanterie Division und Lieutenant General Thomas Hutton, Oberbefehlshaber der Burma-Armee, hatten unterschiedliche Ansichten über die Verteidigung des Landes. Während Smyth sich bis an den Sittang Fluss zurückziehen und dort in besserer Umgebung die Kampfkraft seiner Truppe stärken wollte, entschied Hutton, dass jedes Stück Land zu kostbar für einen Rückzug wäre. Hutton setzte sich durch und Smyth musste auch auf Befehl von Archibald Wavell ein Bataillon für die Verteidigung von Moulmein abkommandieren. Moulmein fiel am 31. Januar und das Bataillon musste fliehen. Wieder bat Smyth um den Rückzug zum Sittang-Fluss, doch Hutton bestand darauf, die Linie am Bilin-Fluss zu halten.

## Die Schlacht
Die Schlacht tobte zwei Tage lang im dichten Dschungel am Bilin-Fluss. Die Taktik der 33. und 55. Japanischen Division bestand in der Umgehung und Einschließung der gegnerischen Einheit. Erst nachdem Hutton sich selbst von der aussichtslosen Lage vor Ort überzeugt hatte, ordnete er den Rückzug an. In der Dunkelheit der Nacht zum 20. Februar machten sich die Truppen der 17. Indischen Division in Richtung der Brücke über den Sittang in etwa 50 km Entfernung auf den Weg.

## Folgen
Durch die Aufgabe der Bilin-Verteidigungslinie bekamen die Japaner einen taktischen Vorteil und konnten weiter westlich in Burma vordringen. Sie erreichten den Sittang-Fluss, indem sie die fliehenden Truppen der 17. Indischen Division umgingen und die Sprengung der Sittang-Brücke vorerst verhinderten (→ Schlacht an der Sittang-Brücke). Als die Briten dann doch am Morgen des 22. Februar die Brücke sprengten, hatten sie ihre Hauptmacht noch nicht auf die Westseite des Sittang bringen können. Dies geschah dann zwar in der Folgezeit, aber unter Verlust der kompletten Ausrüstung.